# Tanjungsari (Sukahaji)
Tanjungsari is een bestuurslaag in het regentschap Majalengka van de provincie West-Java, Indonesië. Tanjungsari telt 4170 inwoners (volkstelling 2010).